# Echinacanthus
Echinacanthus är ett släkte av akantusväxter. Echinacanthus ingår i familjen akantusväxter.
Kladogram enligt Catalogue of Life:
| Echinacanthus | \| \| Echinacanthus brugmansianus \| \| \| \| \| \| Echinacanthus lofouensis \| \| \| \| \| \| Echinacanthus longipes \| \| \| \| \| \| Echinacanthus longzhouensis \| \| \| \| |
|               | \| \| Echinacanthus brugmansianus \| \| \| \| \| \| Echinacanthus lofouensis \| \| \| \| \| \| Echinacanthus longipes \| \| \| \| \| \| Echinacanthus longzhouensis \| \| \| \| |
|               | Echinacanthus brugmansianus |
|               | |
|               | Echinacanthus lofouensis |
|               | |
|               | Echinacanthus longipes |
|               | |
|               | Echinacanthus longzhouensis |
|               | |